# Woltersteich
Der Woltersteich ist ein Teich östlich des Dorfes bzw. Ortsteils Woltersmühlen der Gemeinde Süsel im Kreis Ostholstein in Schleswig-Holstein.
Der Teich liegt in der Holsteinischen Schweiz, umgeben von einer hügeligen Moränenlandschaft, ist ca. 36 ha groß, hat eine dreieckige Grundform mit einer Breite und Länge von ca. 600 m und entwässert westwärts in die ca. 200 m entfernt fließende Schwartau. Er wurde durch Errichtung eines Dammes an einer schmalen Engstelle angelegt und staut das Wasser der Hundebek.
Erstmals erwähnt wurde der Woltersteich 1488, als er – zusammen mit anderen Seen und Dörfern – an das Kloster Ahrensbök verkauft wurde.  Er wurde als Mühlen- (der Woltersmühle) und als Fischteich (ab ca. 1900 durch das Fischereigut Woltersteich) genutzt – heute wird er als Bade- und als Angelsee genutzt.
Das Gewässer ist von Bruchwäldern und Röhrichtzonen umgeben und grenzt an das nördlich gelegene Süseler Moor (ein Niedermoor) und weist einen Seeadler-Nistplatz auf.